# Luigi Poggi
Luigi Poggi (ur. 25 listopada 1917 w Piacenzy, zm. 4 maja 2010 w Rzymie) – włoski duchowny rzymskokatolicki, doktor obojga praw, delegat apostolski w Republice Środkowoafrykańskiej w latach 1965–1969, pronuncjusz apostolski w Kamerunie w latach 1966–1969, pronuncjusz apostolski w Gabonie w latach 1967–1969, nuncjusz apostolski w Peru w latach 1969–1973, nuncjusz apostolski w Polsce w latach 1975–1986, nuncjusz apostolski we Włoszech w latach 1986–1992, Archiwista i Bibliotekarz Świętego Kościoła Rzymskiego w latach 1992–1998, kardynał diakon w latach 1994–2005,  protodiakon Kolegium Kardynalskiego w latach 2002–2005, kardynał prezbiter od 2005.

## Życiorys
Studiował w Kolegium Alberoni w Piacenzy oraz na uczelniach rzymskich – w Papieskim Athenaeum S. Apollinare obronił doktorat obojga praw, a w Papieskiej Akademii Duchownej uzyskał przygotowanie dyplomatyczne. Przyjął święcenia prezbiteratu 28 lipca 1940. W latach 1940–1942 pracował jako duszpasterz w rodzinnej diecezji Piacenza, następnie wyjechał do Rzymu na dalsze studia. Niezależnie od edukacji prowadził w Rzymie działalność duszpasterską, a w 1945 podjął pracę w watykańskim Sekretariacie Stanu w sekcji do spraw relacji z państwami. Został obdarzony tytułami nadzwyczajnego tajnego szambelana papieskiego (15 czerwca 1949) oraz prałata domowego (14 kwietnia 1960). W latach 1963–1964 przebywał w Tunezji, gdzie zajmował się wypracowaniem wzajemnych stosunków prawnych między rządem tego kraju a Kościołem katolickim. Umowa między obu państwami została podpisana w 1964.
3 kwietnia 1965 został mianowany arcybiskupem tytularnym Forontoniana oraz delegatem apostolskim w Afryce Środkowej; jego misja obejmowała Kamerun, Czad, Kongo (Brazaville), Gabon i Republikę Środkowoafrykańską. Otrzymał święcenia biskupie 9 maja 1965 w Rzymie z rąk kardynała Amleto Cicognaniego, sekretarza stanu. Wraz z rozwojem stosunków dyplomatycznych Watykanu z państwami afrykańskimi obejmował kolejno funkcje pronuncjusza w Kamerunie (październik 1966), pronuncjusza w Gabonie (październik 1967) i pronuncjusza w Republice Środkowoafrykańskiej (listopad 1967). W maju 1969 został mianowany nuncjuszem w Peru. Od sierpnia 1973 był wysłannikiem z nadzwyczajnymi pełnomocnictwami do przywrócenia relacji z państwami socjalistycznymi – Polską, Węgrami, Czechosłowacją, Rumunią i Bułgarią, a od lutego 1975 szefem delegacji Watykanu do stałych kontaktów roboczych z Polską. Mimo że kierowanym przez niego watykańskim służbom nie udało się wykryć przygotowań do zamachu na papieża w roku 1981, Jan Paweł II nie stracił zaufania do biskupa Poggi. Dymisję przyjął dopiero w roku 1992, po upadku komunizmu w Europie. W latach 1986–1992 był nuncjuszem we Włoszech.
W kwietniu 1992 przeszedł do pracy w Kurii Rzymskiej. Zastąpił kardynała Antonio Javierre Ortasa na stanowisku proarchiwariusza i probibliotekarza św. Kościoła Rzymskiego. W listopadzie 1994 Jan Paweł II wyniósł go do godności kardynalskiej, nadając diakonię S. Maria in Domnica. Po nominacji kardynalskiej Poggi został pełnoprawnym Archiwariuszem i Bibliotekarzem św. Kościoła Rzymskiego (prefektem Biblioteki Watykańskiej i Tajnych Archiwów Watykańskich); przeszedł na emeryturę w marcu 1998. Kilka miesięcy wcześniej ukończył 80 lat i utracił prawo udziału w konklawe. W lutym 2005 został promowany do rangi kardynała prezbitera, otrzymał tytuł prezbiterski S. Lorenzo in Lucina. Został pochowany 8 maja 2010 roku w bazylice San Antonino w Piacenza. Wśród żałobników obecnych na pogrzebie Luigiego Poggiego byli też przedstawiciele służb wywiadowczych z innych krajów. W tym pracownicy takich instytucji jak CIA i Mosad.